# Pipistrel

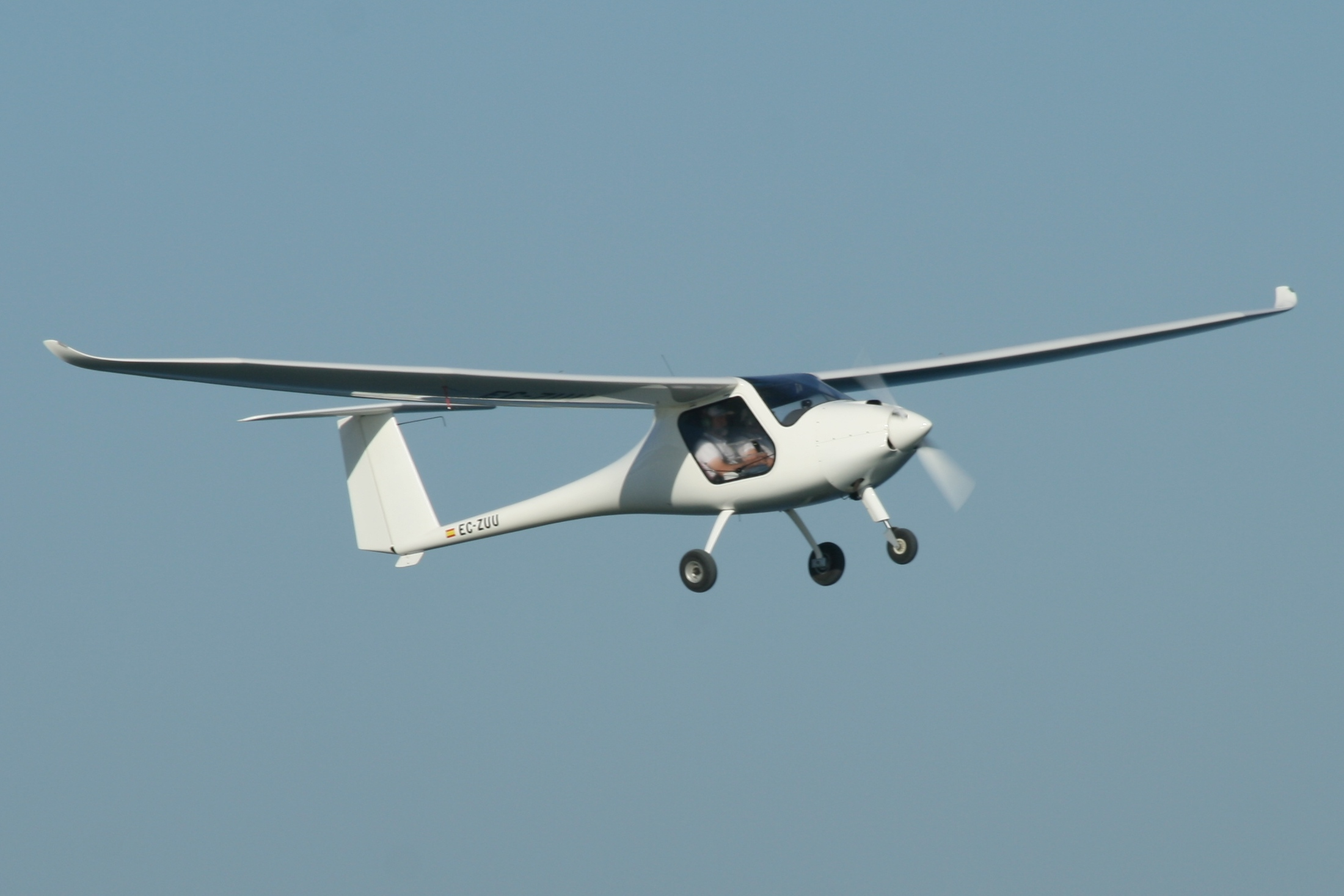
Pipistrel Sinus

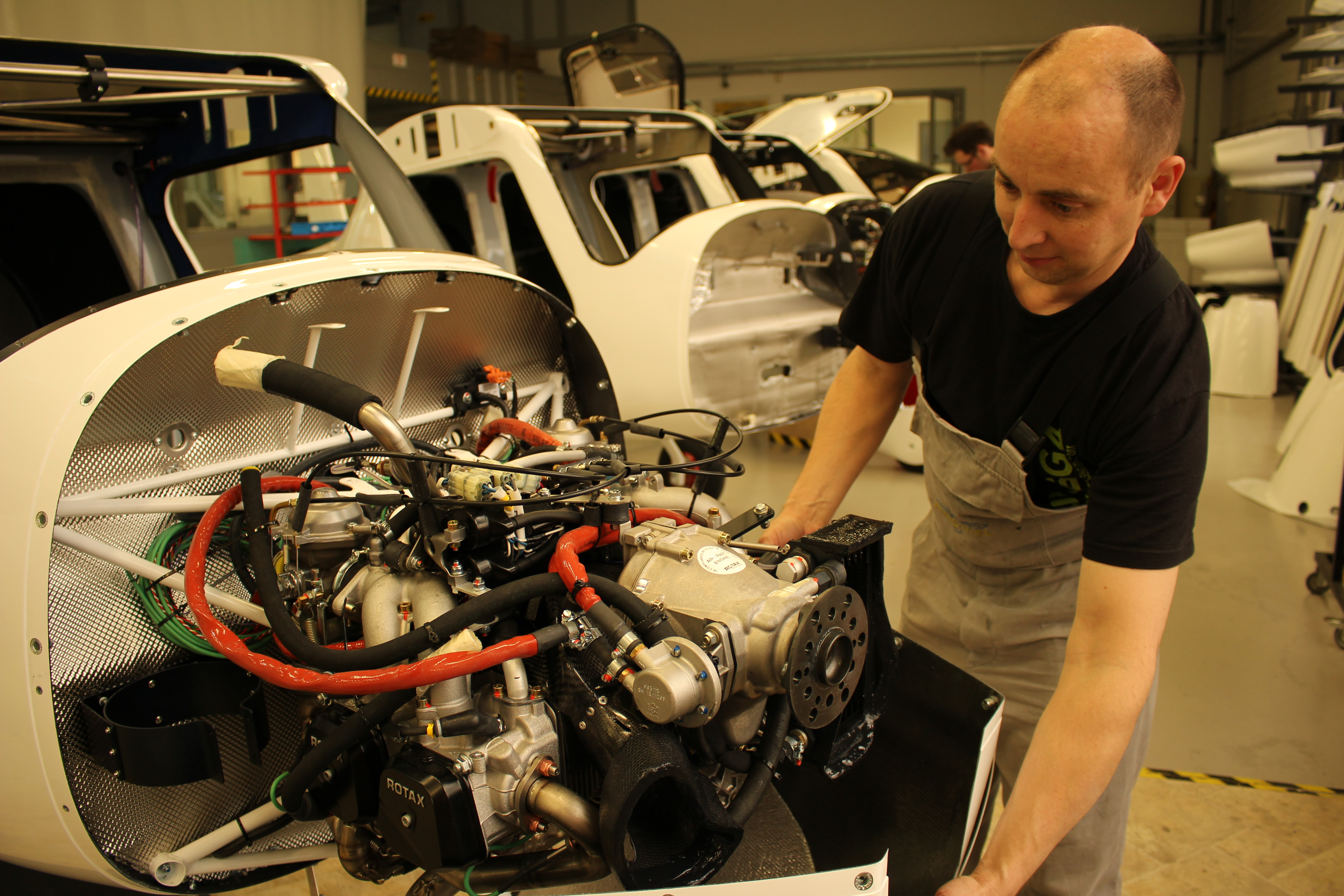
Montagehal Pipistrel

Pipistrel is een Sloveense fabrikant van lichte sportvliegtuigen, ultralight-vliegtuigen en zweefvliegtuigen. De firma Pipistrel is een voortrekker op het gebied van elektrische sportvliegtuigen die zijn geconstrueerd van lichte composietmaterialen.
Pipistrel is opgericht door Ivo Boskarol, pionier op het gebied van gemotoriseerde hanggliders (ultralight trikes) en ultralight-vliegtuigen. Pipistrel heeft diverse types ultralight trikes geproduceerd, maar is hier in het jaar 2000 mee gestopt. Hierna richtte de firma Pipistrel zich met succes geheel op het construeren van lichte composiet sportvliegtuigen. Van de hoogdekker Pipistrel Virus en Sinus toestellen zijn meer dan 1000 exemplaren verkocht.

## Elektrische vliegtuigen

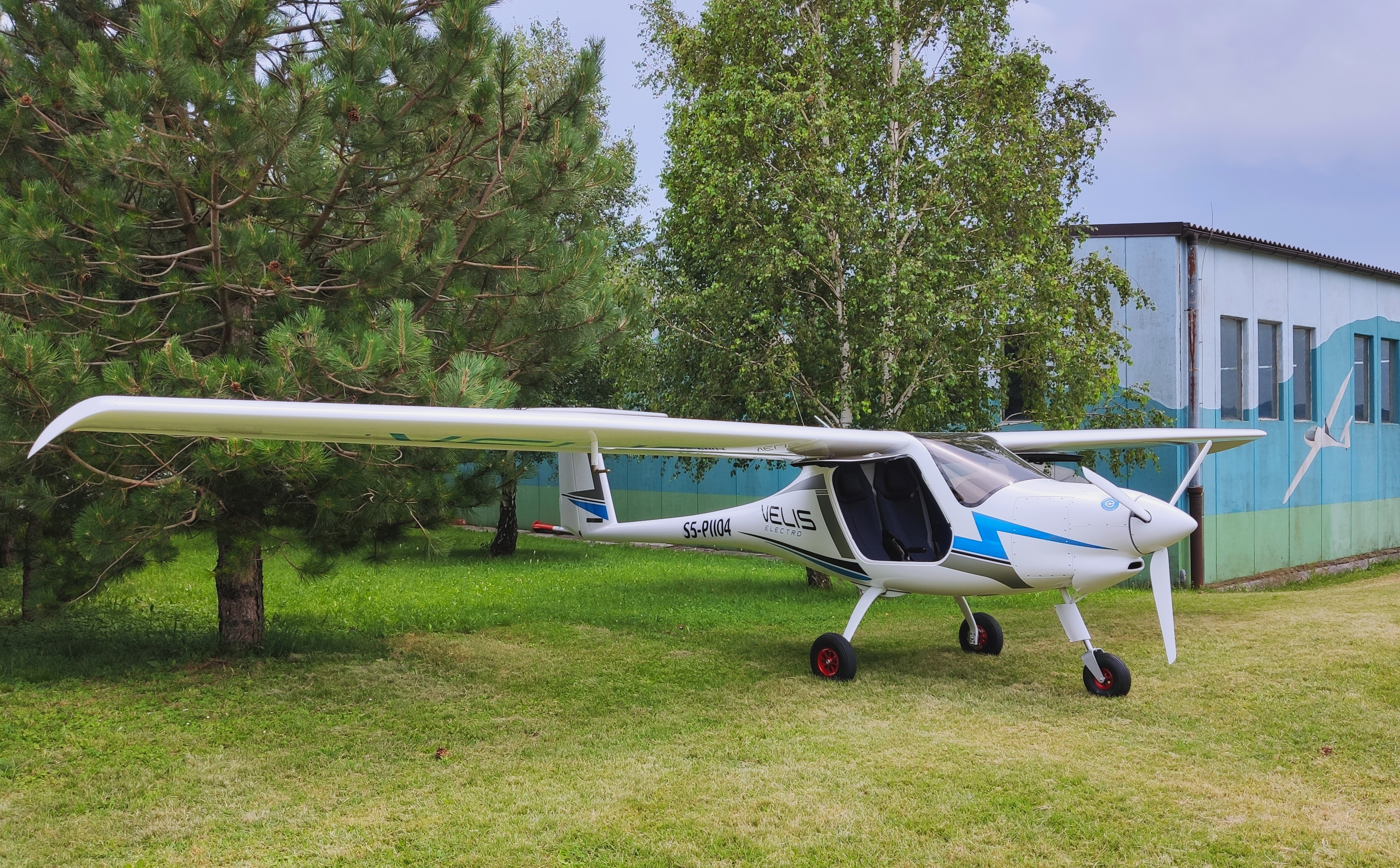
Pipistrel Velis Electro

Vanaf 2007 experimenteert Pipistrel met elektrische vliegtuigen. In dat jaar kwam het Taurus zweefvliegtuig met elektrische hulpmotor in productie. In 2015 kwam de hoogdekker Alpha Electro op de markt. Een volledig elektrisch lesvliegtuig dat ruim een uur in de lucht kan blijven. Het vliegtuig kan in 45 minuten weer worden opgeladen.
Pipistrel experimenteert ook met de toepassing van waterstof brandstofcellen in de luchtvaart. En doet via het dochterbedrijf “Pipistrel Vertical Solutions” onderzoeknaar bemande en onbemande VTOL (verticaal opstijgende en landende) luchtvaartuigen.

## Modellen

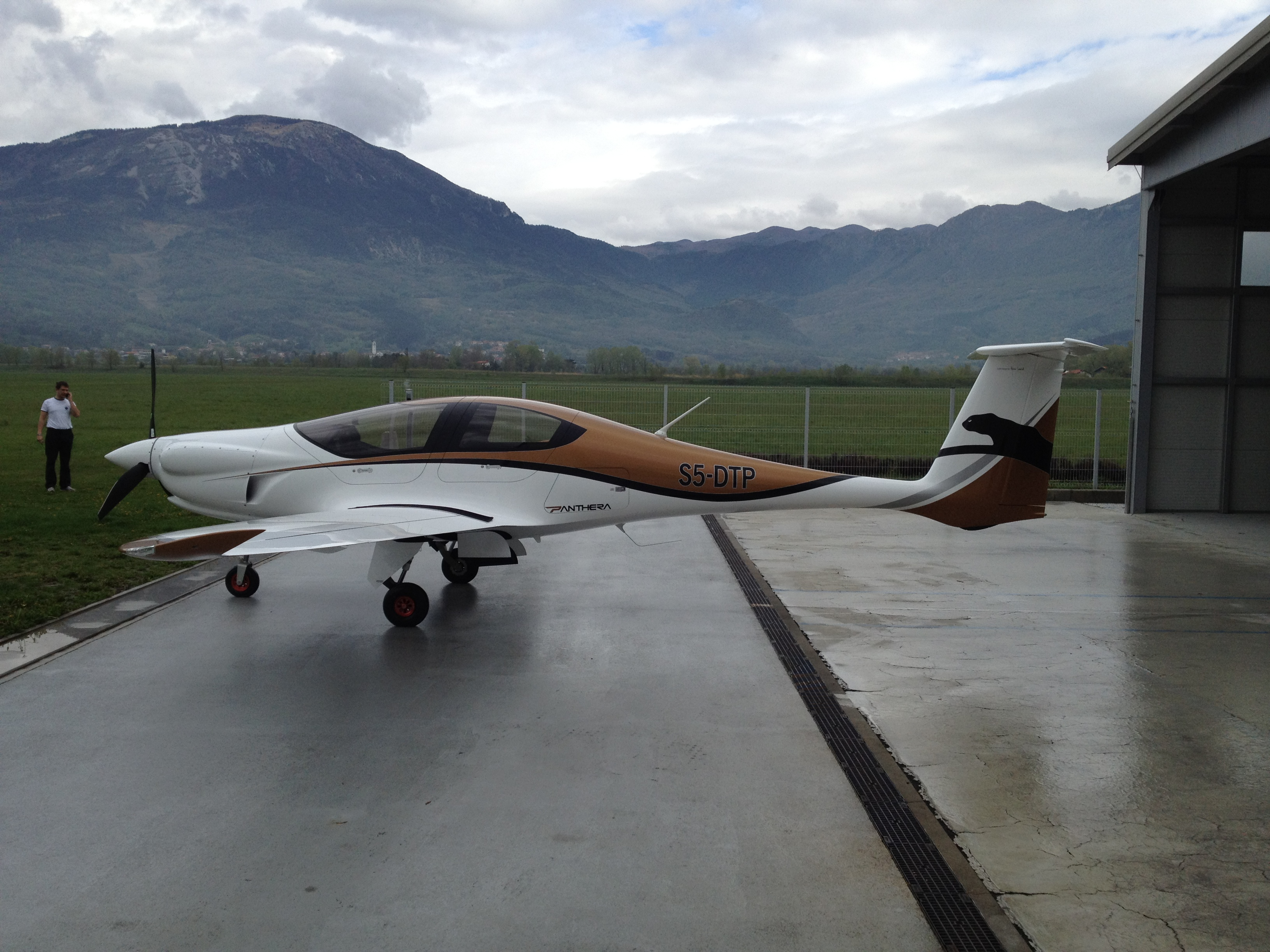
Pipistrel Panthera

### Lichte sportvliegtuigen en zweefvliegtuigen
- Pipistrel Alpha Trainer – hoogdekker, eenmotorig tweezitter vliegtuig.[2]
- Pipistrel Apis – ultralight eenzitter zweefvliegtuig.
- Pipistrel Apis-Bee – ultralight eenzitter zweefvliegtuig met hulpmotor.[2]
- Pipistrel Panthera – laagdekker, eenmotorige vierzitter.[2]
- Pipistrel Sinus – hoogdekker, eenmotorige tweezitter ultralight motorzweefvliegtuig.[2]
- Pipistrel Taurus – ultralight, eenmotorig, tweezitter motorzweefvliegtuig.[2]
- Pipistrel Virus – ultralight, eenmotorig, tweezitter vliegtuig.[2]
- Pipistrel Virus SW – ultralight, eenmotorig, tweezitter vliegtuig.[2]

### Elektrische vliegtuigen
- Pipistrel Alpha Electro – hoogdekker, eenmotorig elektrisch tweezitter vliegtuig.
- Pipistrel Apis Electro – ultralight, eenzitter zweefvliegtuig met elektrische hulpmotor
- Pipistrel Taurus Electro – ultralight, eenmotorig elektrisch tweezitter motorzweefvliegtuig.
- Pipistrel Taurus G4 – experimenteel, eenmotorig elektrisch vierzitter vliegtuig.
- Pipistrel WATTsUP – experimenteel, eenmotorig elektrisch tweezitter vliegtuig. De voorganger van de Alpha Electro.
- Pipistrel Velis Electro – hoogdekker, eenmotorig elektrisch tweezitter vliegtuig. Eerste type-gecertificeerde elektrische vliegtuig ter wereld.

### Ultralight trikes (uit productie)
- Pipistrel Basic
- Pipistrel Plus
- Pipistrel Spider
- Pipistrel Twister

### VTOL
- Pipistrel 801 eVTOL – in ontwikkeling. vijfzitter met 1 bemanningslid (piloot), elektrisch VTOL vliegtuig.
- Pipistrel Nuuva V300 – in ontwikkeling. 300 kg nuttige lading, tandemvleugel, elektrische VTOL onbemand vrachttoestel.
- Pipistrel Nuuva V20 – in ontwikkeling. 20 kg nuttige lading, tandemvleugel, elektrische VTOL onbemand vrachttoestel.